# إرفين ويلهلم
إرفين ويلهلم (بالألمانية: Erwin Wilhelm)‏ (6 سبتمبر 1926 - 16 فبراير 2012) هو لاعب كرة قدم ألماني في مركز الدفاع. شارك مع منتخب سارلاند لكرة القدم. أما مع النوادي، فقد لعب مع بوروسيا نوينكيرشن.

## وصلات خارجية
- إرفين ويلهلم على موقع قاعدة بيانات كرة القدم.إي يو (الإنجليزية)
- إرفين ويلهلم على موقع ناشيونال فوتبول تيمز (الإنجليزية)
- إرفين ويلهلم على موقع عالم كرة القدم.نت (الإنجليزية)